# Leucania grata
Leucania grata är en fjärilsart som beskrevs av Márton Hreblay 1996. Leucania grata ingår i släktet Leucania och familjen nattflyn. Inga underarter finns listade i Catalogue of Life.